# Pennewang
Pennewang là một đô thị thuộc huyện Wels-Land thuộc bang Oberösterreich, Áo. Đô thị Pennewang có diện tích 18 km², dân số thời điểm năm 2006 là 865 người.
Bản mẫu:Wels-Land